# Primera Divisió (2019/2020)
Primera Divisió (2019/2020) (zwana jako Lliga Multisegur Assegurances ze względów sponsorskich) – 25. edycja najwyższej klasy rozgrywkowej piłki nożnej w Andorze. 
Sezon rozpoczął się 15 września 2019 roku, a zakończył 23 lipca 2020 roku. 
Gry zostały zawieszone między 9 marca 2020 r., a 4 lipca 2020 r. z powodu pandemii COVID-19 w Andorze.
Obrońcą tytułu była drużyna FC Santa Coloma.
Mistrzostwo po raz pierwszy w swej historii zdobył Inter Club d’Escaldes.

## Drużyny
| Uczestnicy poprzedniej edycji                                                                                 | Uczestnicy poprzedniej edycji | Uczestnicy poprzedniej edycji | Uczestnicy poprzedniej edycji |
| --- | ----------------------------- | ----------------------------- | ----------------------------- |
| SFC | FC Santa Coloma               | 1                             |                               |
| SJU | UE Sant Julià                 | 2                             |                               |
| INT | Inter Club d’Escaldes         | 3                             |                               |
| ENG | UE Engordany                  | 4                             |                               |
| ORD | FC Ordino                     | 5                             |                               |
| SUE | UE Santa Coloma               | 6                             |                               |
| Awans z Segona Divisió                                                                                        |                               |                               |                               |
| ATL | Atlètic D'Escaldes            | 1                             |                               |
| po barażach                                                                                                   |                               |                               |                               |
| CAR | CE Carroi                     | 2                             |                               |
| Oznaczenia: - kolumna pierwsza – skróty nazw drużyn, - kolumna trzecia – miejsce zajęte w poprzednim sezonie. |                               |                               |                               |

## Format rozgrywek
Osiem uczestniczących drużyn w pierwszej fazie rozgrywek gra ze sobą trzykrotnie. 
W ten sposób odbywa się pierwszych 21 meczów. Następnie liga zostaje podzielona na dwie grupy po cztery zespoły. 
W obu grupach drużyny rozgrywają kolejne mecze – dwukrotnie (mecz i rewanż) z każdą z drużyn znajdujących się w jej połówce tabeli. 
W ten sposób każda z drużyn rozgrywa kolejnych sześć meczów, a punkty i bramki zdobyte w pierwszej fazie są brane pod uwagę w fazie drugiej. 
Z powodu Covid-19 postanowiono w fazie finałowej rozegrać tylko po jednym meczu.
Górna połówka tabeli walczy o mistrzostwo Andory oraz kwalifikacje do rozgrywek europejskich, natomiast dolna połówka broni się przed spadkiem. 
Do niższej ligi spada bezpośrednio ostatnia drużyna, a przedostatnia musi rozgrywać baraż z drugą drużyną z niższej ligi.

## Faza zasadnicza
| Lp. | Drużyna                 | M  | Z  | R | P  | B+ | B- | +/– | Pkt | Kwalifikacja      |  | INT | SFC | SJU | ENG | SUE | ACE | ORD | CAR | INT | SFC | SJU | ENG | SUE | ACE | ORD | CAR |
| --- | ----------------------- | -- | -- | - | -- | -- | -- | --- | --- | ----------------- |  | --- | --- | --- | --- | --- | --- | --- | --- | --- | --- | --- | --- | --- | --- | --- | --- |
| 1   | Inter Club d’Escaldes   | 21 | 14 | 5 | 2  | 37 | 13 | +24 | 47  | Grupa mistrzowska |  |     | 1–0 | 1–0 | 2–0 | 1–1 | 1–2 | 1–0 | 2–0 |     | 1–1 |     |     | 1–3 |     | 5–0 | 2–0 |
| 2   | FC Santa Coloma         | 21 | 13 | 5 | 3  | 43 | 11 | +32 | 44  | Grupa mistrzowska |  | 1–1 |     | 0–1 | 0–1 | 2–0 | 2–0 | 1–0 | 1–0 |     |     |     | 2–0 |     | 5–0 |     | 4–0 |
| 3   | Sant Julià              | 21 | 11 | 3 | 7  | 26 | 23 | +3  | 36  | Grupa mistrzowska |  | 0–0 | 0–3 |     | 0–3 | 3–0 | 1–0 | 3–2 | 1–0 | 0–1 | 1–1 |     |     |     | 0–4 |     | 1–0 |
| 4   | Engordany               | 21 | 10 | 5 | 6  | 33 | 26 | +7  | 35  | Grupa mistrzowska |  | 1–1 | 1–1 | 2–5 |     | 1–1 | 3–1 | 3–1 | 3–1 | 2–3 |     | 0–1 |     | 1–1 |     | 3–1 |     |
| 5   | UE Santa Coloma         | 21 | 9  | 5 | 7  | 25 | 23 | +2  | 32  | Grupa spadkowa    |  | 0–2 | 2–2 | 1–0 | 0–1 |     | 1–1 | 1–0 | 1–0 |     | 1–4 | 3–1 |     |     |     |     | 0–1 |
| 6   | Atlètic Club d’Escaldes | 21 | 6  | 5 | 10 | 23 | 27 | −4  | 23  | Grupa spadkowa    |  | 1–3 | 1–2 | 0–0 | 2–0 | 0–1 |     | 2–0 | 1–2 | 0–1 |     |     | 1–1 | 0–2 |     | 4–0 |     |
| 7   | Ordino                  | 21 | 2  | 3 | 16 | 15 | 52 | −37 | 9   | Grupa spadkowa    |  | 0–5 | 0–5 | 1–3 | 1–2 | 2–1 | 1–1 |     | 2–2 |     | 0–3 | 1–3 |     | 0–2 |     |     |     |
| 8   | Carroi                  | 21 | 2  | 3 | 16 | 11 | 38 | −27 | 9   | Grupa spadkowa    |  | 1–2 | 0–3 | 0–2 | 0–3 | 0–3 | 0–0 | 1–1 |     |     |     |     | 1–2 |     | 1–2 | 1–2 |     |

1. ↑  Mecz został przerwany w 66' przy stanie 0-0, zawodnik Engordany kopnął zawodnika Atlètic w głowę. Mecz dokończono 4 marca.

## Faza finałowa
| Grupa mistrzowska |                              |    |    |   |    |    |    |     |    |                                    |  |     |     |     |     |     |     |     |  |
| 1                 | Inter Club d’Escaldes (M, P) | 24 | 15 | 7 | 2  | 41 | 14 | +27 | 52 | Liga Mistrzów UEFA • Runda wstępna |  |     |     |     | 3–0 |     |     |     |  |
| 2                 | FC Santa Coloma              | 24 | 15 | 6 | 3  | 48 | 12 | +36 | 51 | Liga Europy UEFA • Runda wstępna   |  | 1–1 |     | 2–0 |     |     |     |     |  |
| 3                 | Engordany                    | 24 | 11 | 6 | 7  | 35 | 29 | +6  | 39 | Liga Europy UEFA • Runda wstępna   |  | 0–0 |     |     |     |     |     |     |  |
| 4                 | Sant Julià                   | 24 | 11 | 3 | 10 | 27 | 30 | −3  | 36 |                                    |  |     | 0–2 | 1–2 |     |     |     |     |  |
| Grupa spadkowa    |                              |    |    |   |    |    |    |     |    |                                    |  |     |     |     |     |     |     |     |  |
| 5                 | UE Santa Coloma              | 24 | 11 | 6 | 7  | 34 | 26 | +8  | 39 |                                    |  |     |     |     |     |     | 2–2 | 2–1 |  |
| 6                 | Atlètic Club d’Escaldes      | 24 | 8  | 6 | 10 | 32 | 29 | +3  | 30 |                                    |  |     |     |     |     |     |     | 5–0 |  |
| 7                 | Carroi (B, O)                | 24 | 3  | 3 | 18 | 14 | 42 | −28 | 12 | Baraże o Primera Divisió           |  |     |     |     |     |     | 0–2 |     |  |
| 8                 | Ordino (S)                   | 24 | 2  | 3 | 19 | 15 | 64 | −49 | 9  | Spadek do Segona Divisió           |  |     |     |     |     | 0–5 |     | 0–2 |  |

## Baraże o Primera Divisió
Z powodu pandemii Covid-19 rozgrywki Segona Divisió (2019/2020) zostały anulowane. 
W celu ustalenia, który z dwóch pierwszych zespołów w momencie przerwania rozgrywek awansuje bezpośrednio, a który wejdzie do play-off o awans/spadek do Primera Divisió (2020/2021) rozegrano mecz między  
Penya Encarnada, a La Massana zakończony wynikiem 2-1. 
W meczu barażowym o Primera Divisió CE Carroi wygrała 4-1 z La Massana.
Pierwotnie miał być rozgrywany dwumecz (25 i 28 lipca), ale po pozytywnym teście na Covid-19 wśród graczy La Massana rozegrano tylko jeden mecz.

### Drabinka
|  | Półfinał        | Półfinał        | Półfinał   |            |   | Finał     | Finał     | Finał |  |
|  |                 |                 |            |            |   |           |           |       |  |
|  |                 |                 |            |            |   | CE Carroi | CE Carroi | 2     |  |
|  |                 |                 |            |            |   | CE Carroi | CE Carroi | 2     |  |
|  |                 |                 | La Massana | La Massana | 1 |           |           |       |  |
|  | La Massana      | La Massana      | La Massana | La Massana | 1 | 1         |           |       |  |
|  | La Massana      | La Massana      |            |            |   |           |           |       |  |
|  | Penya Encarnada | Penya Encarnada | 2          |            |   |           |           |       |  |

### Raport
| 11 lipca 2020 | La Massana                     | 1:2   | Penya Encarnada                                             |                                                                                            |
| 20:30         | Diego Rafael Martins Leite 44' | (1:2) | 9' Jefferson Martins Batista · 21' (k) Luis Martins Batista | Centre d'Entrenament de la FAF 2,, Andorra La Vella Sędzia: Bruno Filipe Parente Fernandes |

| 1 sierpnia 2020 | CE Carroi                                                                            | 4:1   | La Massana        |                                                                                         |
| 10:00           | Rui Ribeiro 36' · Alfonso Martinez 65' · Nicolas Rodas 84' · Alfredo Martins 86' (k) | (1:0) | 80' Ivan Reboredo | Centre d'Entrenament de la FAF 1, Andorra La Vella Sędzia: Rui Miguel Maciel de Queiros |

## Najlepsi strzelcy
| Bramki | Strzelcy                | Drużyna                 |
| ------ | ----------------------- | ----------------------- |
| 16     | Genís Soldevila Solduga | Inter Club d’Escaldes   |
| 9      | Bruno Lemiechevsky      | Sant Julià              |
| 8      | Nicolás Medina          | FC Santa Coloma         |
| 7      | Àlex Martínez           | FC Santa Coloma         |
| 7      | Jordi Rubio             | UE Santa Coloma         |
| 6      | Diego Nájera            | FC Santa Coloma         |
| 6      | Luigi San Nicolás       | Engordany               |
| 5      | Víctor Bernat           | UE Santa Coloma         |
| 5      | Javier López Iglesias   | FC Santa Coloma         |
| 5      | Gastón Machado          | Atlètic Club d’Escaldes |
| 5      | Marc Pujol              | Inter Club d’Escaldes   |

Źródło: faf.ad, faf.ad play-off